# Botswana Stock Exchange
The Botswana Stock Exchange, är en liten men framgångsrik börs i Gaborone, Botswana. The Botswana share market grundades 1989, och blev omdöpt till Botswana Stock Exchange år 1995. Börsen styrs av Botswana Stock Exchange Act.